# Phtheochroa purissima
Phtheochroa purissima es una especie de polilla de la familia Tortricidae. 

## Distribución
Se encuentra en las Montañas Elburz de Irán.